# Prolactinome
 Mise en garde médicale

Le prolactinome est une tumeur bénigne (adénome) de l'hypophyse (sécrétant de la prolactine). Il en résulte un excès de prolactine qui peut être ajusté par exemple par la bromocriptine (agoniste de la dopamine). Il apparaît surtout chez les jeunes femmes.